# いざなうもの
『いざなうもの』は、内田百閒の原作を谷口ジローが作画した日本の漫画作品で、制作中に歿し未完成である。

## 概説
谷口ジローは、常々晩年はアシスタントを使わず独りで描きたいものだけを制作したいと考えていた。その際は、込み入った背景やスクリーントーンを用いず、鉛筆で描き薄墨で着色するといった技法とする構想も持っていた。罹病が判明してからは仕事を大きく減らし、専ら全頁カラーのバンドデシネ『光年の森』と本作の制作に専念した。本作は、かねてから構想していた薄墨を用いた技法が採用された。作業は自宅で行い、下書きをアシスタントが預かってトレースし、谷口ジローが鉛筆、薄墨、修正液で仕上げた。原作は内田百閒の『花火』（1921年）を選んだ。同様の短編文学を漫画化し『いざなうもの』と題した一冊の単行本にまとめるつもりだったという。『いざなうもの その壱 花火』の制作は、歿する約2年前の2015年から約1か月前となる2017年1月上旬まで続けられた。全30頁のうち、谷口ジローの生前の証言から20頁目までが完成と判断でき、残りの10頁は鉛筆による下書きのみが残された。編集者の今本統人は、遺族の了解を得て全頁の出版を決めた。

## あらすじ
花火を見ようと土手を歩いていると、女が一緒に歩こうと誘ってきた。

## 単行本
短編集『いざなうもの』に所収された。
日本語
- 『いざなうもの』小学館〈ビッグコミックス〉、2017年12月13日。ISBN 978-4-09-189779-4。

ドイツ語
訳題は「Die Begleiterin – Teil 1: Feuerwerk」とされた。
- Unruhige Geister und stille Gefährten. Carlsen Verlags. 2019年10月5日. ISBN 978-3-551-77880-2。

中国語
訳題は「引路者 壹 煙火」とされた。
- 『引路者：谷口治郎短篇漫畫集』大塊文化出版、2020年7月1日。ISBN 978-986-540687-5。

朝鮮語
訳題は「현혹하는 것 제1편 불꽃놀이」とされた。
- 『현혹하는 것』문학동네、2022年12月7日。ISBN 978-89-546-8552-8。

## 脚註

### 註釈
1. ↑  『花火』は短編集『冥途』（1922年・稲門堂書店）に所収されている[4]。